# Муханов, Сергей Ильич
Сергей Ильич Муханов (28 июня (9 июля) 1762 — 20 марта (1 апреля) 1842) — русский придворный деятель, действительный тайный советник и обер-шталмейстер из дворянского рода Мухановых. Президент Придворной конюшенной конторы (1808—1841). Кавалер ордена Святого Андрея Первозванного (1826). Владелец подмосковной усадьбы Воронцово (с 1837 г.).

## Биография
Происходил из старинного русского дворянского рода, известного с XVI века и внесённого в дворянские книги Московской губернии. Внук контр-адмирала Ипата Калиновича Муханова, — одного из сподвижников Петра I. Сын отставного полковника Конной гвардии Ильи Ипатовича Муханова (1724—1799) от брака с Прасковьей Фёдоровной Сафоновой. Братья: Александр — казанский, полтавский и рязанский губернатор и Алексей — сенатор, действительный тайный советник.

На военной службе с 1 января 1774 года в Преображенском лейб-гвардии полку, в 1781 году переведён вахмистром в Конногвардейский полк. В 1784 году произведён в корнеты гвардии, в 1792 году в ротмистры гвардии. В 1796 году в чине ротмистра гвардии служил вместе со своим братом Александром. 6 ноября 1796 года произведён в полковники гвардии, командовал эскадроном Конногвардейского полка, по смотрам считавшимся лучшим в полку. В марте 1798 года Муханов был отстранён от службы из-за интриг и наговоров командира другого эскадрона великого князя Константина Павловича. По воспоминаниям его дочери Марии 
Великий князь наговорил на моего отца Государю будто он просиживал ночи за картами, зная, что Государь более всего не любил картёжников, между тем как отец мой не брал в руки карт. Однажды на параде Государь закричал на проходившего мимо его отцу: «браво, браво Муханов!». Надобно при этом было встать на колени и в таком положении благодарить Государя; но, стоя в то время в луже, отец мой не нашёл возможность исполнить этой церемонии, тем более, что он был в белом колете, а парад ещё не кончился. Он вынул свой палаш и отсалютовал по военному уставу. «Барич! закричал Государь, — ступай за фронт», и тотчас после парада посадил его под арест.
28 сентября 1798 года был вновь принят ко двору по личному желанию Павла I и произведён в чин действительного статского советника. С 1798 по 1799 год имел придворное звание «в должности шталмейстера», 26 августа 1799 года произведён в придворный чин шталмейстера Двора Его Величества. 8 декабря 1799 года был назначен членом Конской экспедиции и вице-президентом Придворной конюшенной конторы.
26 апреля 1808 года был произведён в действительные тайные советники и в чин Обер-шталмейстера с назначением президентом Придворной конюшенной конторой и первоприсутствующим в Экспедиции государственных конских заводов. 18 апреля 1809 года Муханов был удостоен ордена Святого Александра Невского. В 1812 году в период Отечественной войны находился в Архангельске с императрицей Марией Фёдоровной. 22 августа 1826 года на коронации императора Николая I был удостоен высшей награды Российской империи — ордена Святого Андрея Первозванного.
При дворе у Муханова сложились хорошие отношения с графом И. П. Кутайсовым, великим князем Александром Павловичем и императрицей Марией Фёдоровной, которая питала к нему до самой своей смерти полное доверие и особое расположение. Муханов находился с императрицей в переписке и помогал ей в управлении её учреждениями и часто исполнял её личные поручения по части благотворительности. Декабристы в своих мемуарах называли Муханова её фаворитом. А вот с графом А. А. Аракчеевым и князем П. М. Волконским у Муханова сложились неприязненные отношения, которых он и не скрывал. Дважды, в 1820 и в 1829 году Муханов находился в бессрочном отпуске для лечения болезни.
Скончался 20 марта (1 апреля) 1842 года и был похоронен в Троицкой лавре. 

Росту он был большого и с самой приятной наружностью; имел глаза карие, кроткие и ласковые, характер ровный и чрезвычайно приветливый; нос неправильный… В семействе он был настоящим ангелом и другом своих детей: он был очень богомолен; к музыке он не имел склонности, но любил садоводство. Вообще он имел в себе что-то привлекательное, что с первого раза его любили и уважали. Одевался он всегда очень аккуратно, так что племянники совестились бывать у него в сюртуках, потому что он сам ходил во фраке.— Мария Муханова

## Награды
- Орден Святой Анны 2-й степени[9]
- Орден Святой Анны 1-й степени (1804[10])
- Орден Святого Александра Невского (ВП 18.04.1809[7])
- Орден Святого Владимира 2-й степени (1815[11])
- Орден Святого Владимира 1-й степени (1825[12])
- Орден Святого Андрея Первозванного (ВП 22.08.1826[8])

## Семья

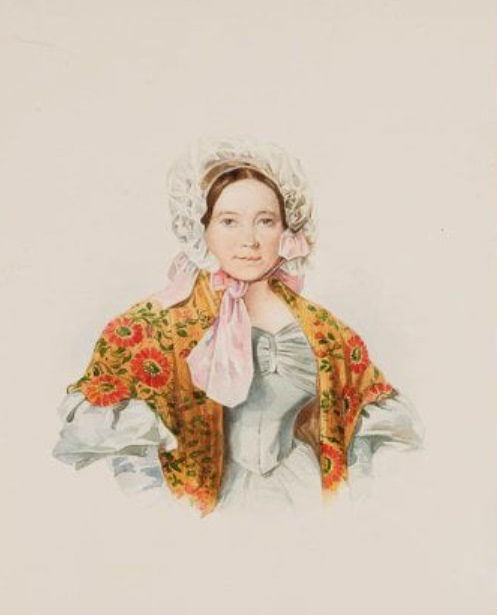
Варвара Дмитриевна Муханова на портрете художника П. Ф. Соколова (1820)

Жена — Варвара Дмитриевна Тургенева (19.02.1774—13.07.1845), внучка Р. С. Тургенева; дочь полковника Дмитрия Романовича Тургенева от его брака с Анной Фёдоровной Ушаковой. Рано потеряв отца, была воспитана матерью, увлекалась математикой и другими точными науками. Выйдя замуж за Муханова, принесла ему в приданое калужское имение Железцово, где в 1817 году супруги построили новый красивый дом, в стиле позднего классицизма. За заслуги мужа была пожалована в кавалерственные дамы ордена Св. Екатерины (малого креста) (18.04.1809) и в статс-дамы двора (07.11.1831). Последние годы проживала в Москве в собственном доме в Мертвом переулке на Пречистенке. Похоронена в Троицкой лавре.
В браке имелось пятеро детей: сын Сергей (1790—1835), камер-юнкер и четыре дочери, незамужние фрейлины: Мария (1803—1882; мемуаристка и переводчица), Анна (1804—1869), Елизавета (1806—1866) и Екатерина (1809—1865). Девицы Мухановы пользовались расположением и покровительством митрополита Филарета и архимандрита Антония. Занимались живописью и расписали храм в Старом Симонове. Были близкими знакомыми М. П. Погодина, И. С. Аксакова а писатель Иван Сергеевич Тургенев приходился им троюродным племянником.